# Championnat du Laos féminin de football
Le championnat du Laos de football féminin est une compétition de football féminin créée en 2005.

## Palmarès
| Saison      | Champion                                                  |
| ----------- | --------------------------------------------------------- |
| 2005        | Vientiane Province                                        |
| 2006        | inconnu                                                   |
| 2007        | inconnu                                                   |
| 2008        | Five Star Club (Vientiane)                                |
| 2009        | non organisé en raison des Jeux d'Asie du Sud-Est de 2009 |
| 2010        | National University of Laos                               |
| 2011        | Ministry of Education and Sports                          |
| 2012        | Lao Police Club                                           |
| 2013 à 2018 | inconnu                                                   |
| 2019        | Lao Toyota FC                                             |
| 2020        | Lao Toyota FC                                             |
| 2021        | inconnu                                                   |
| 2022        | Vientiane Capital                                         |
| 2023        | Young Elephants FC                                        |